# Woluwe-Saint-Lambert
Woluwe-Saint-Lambert (in fiammingo Sint-Lambrechts-Woluwe) è un comune belga di 51 937 abitanti, situato nella Regione di Bruxelles-Capitale.

Città giardino de Kapelleveld (1923-1926).
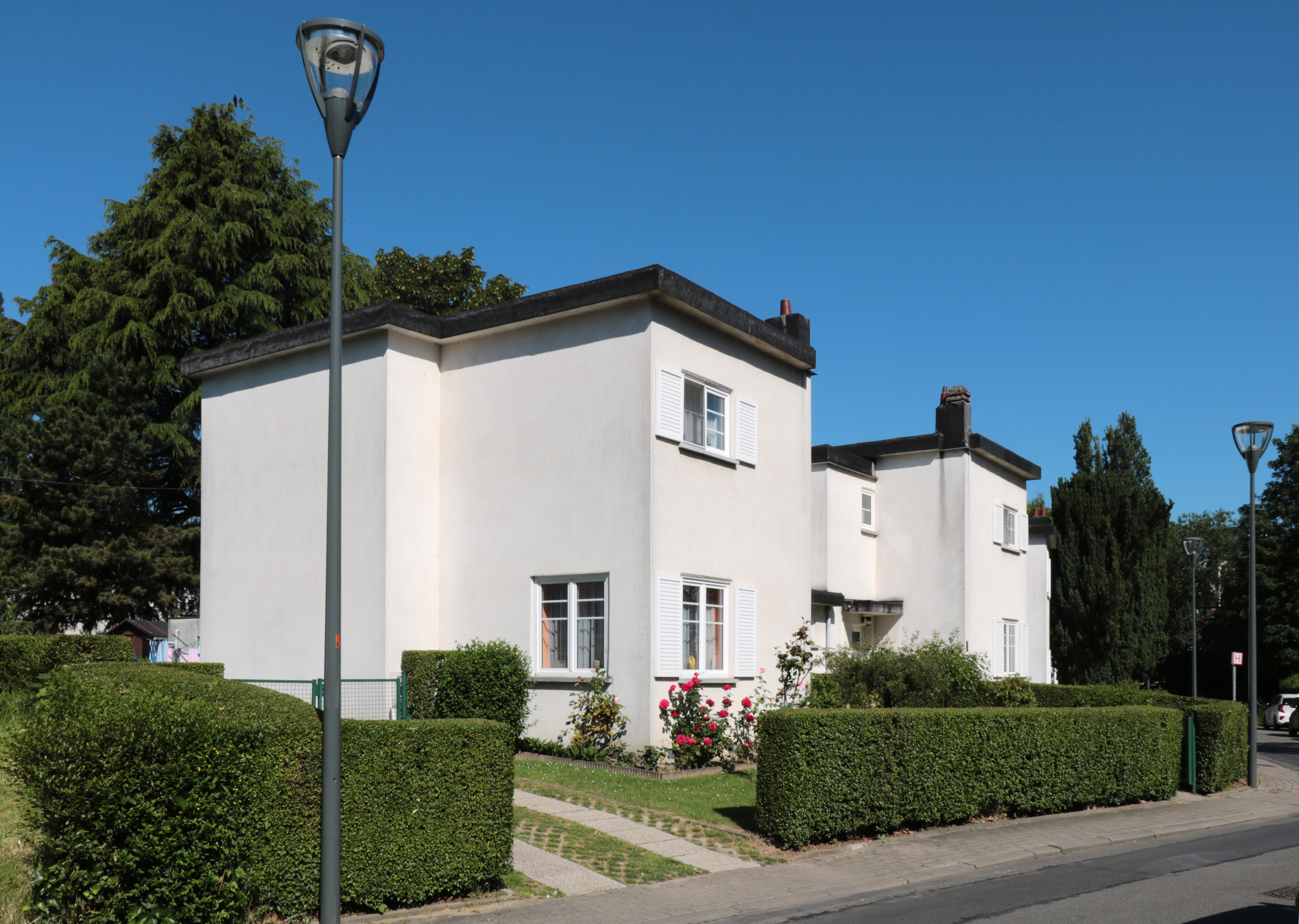
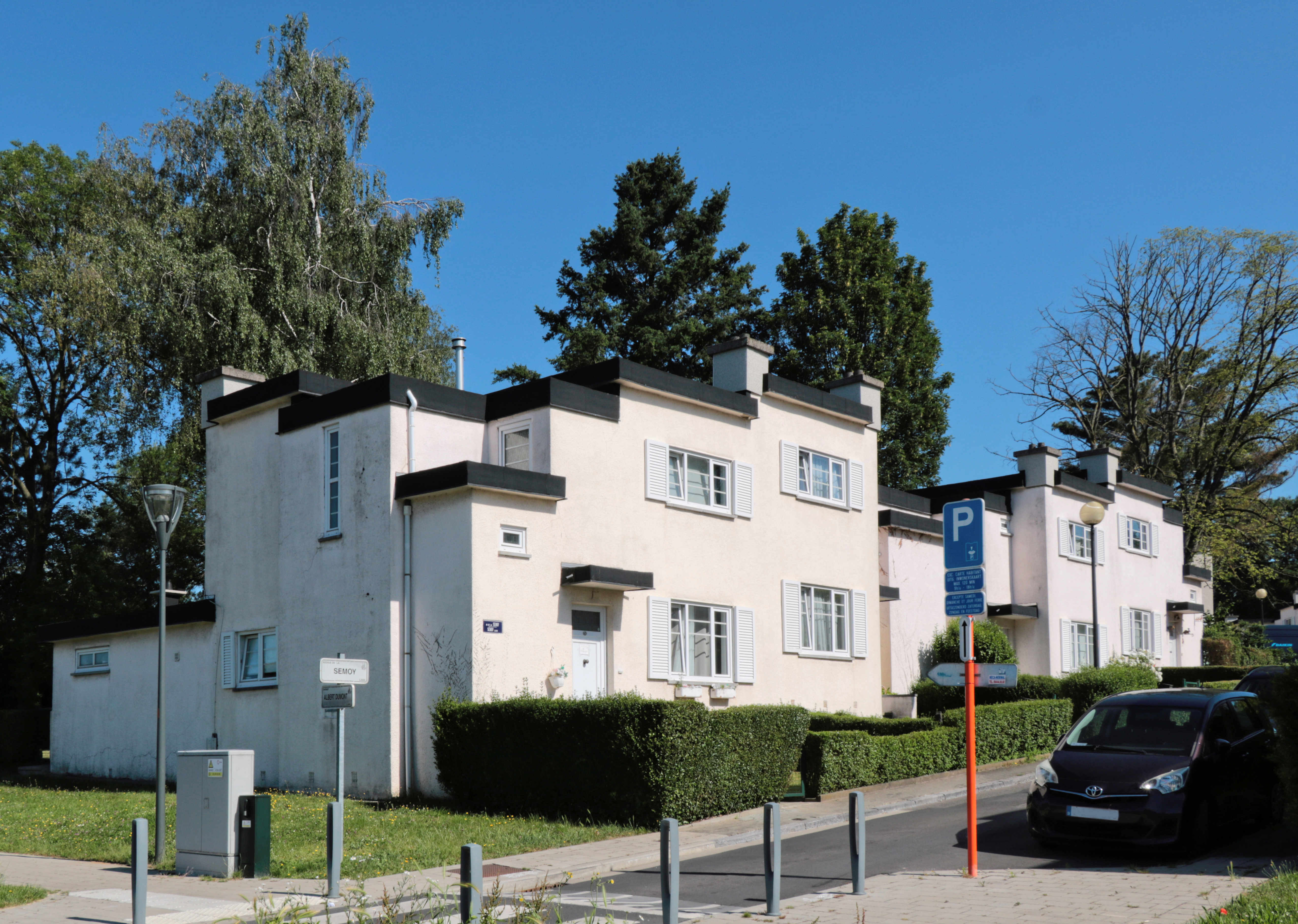
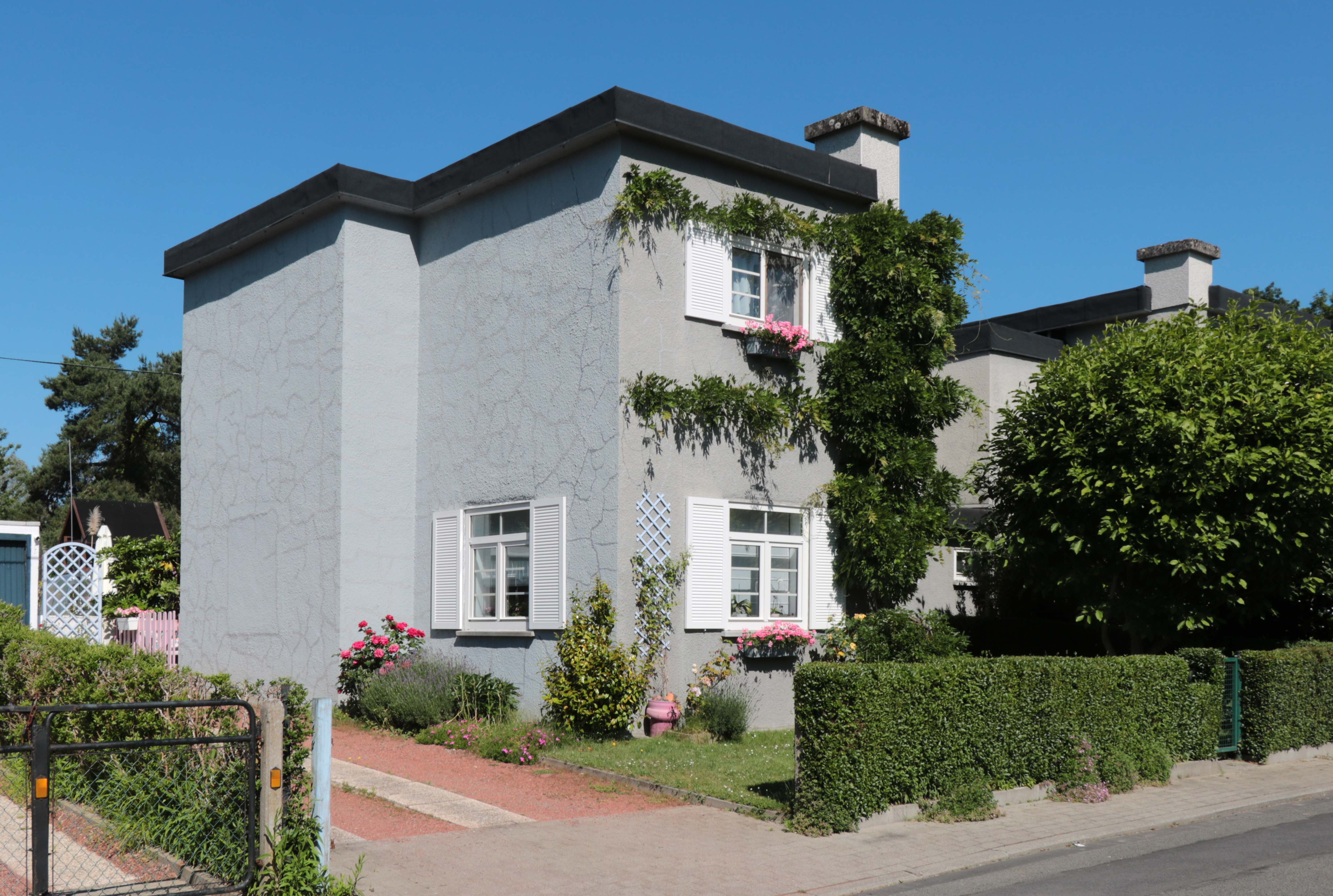